# Estado absolutista

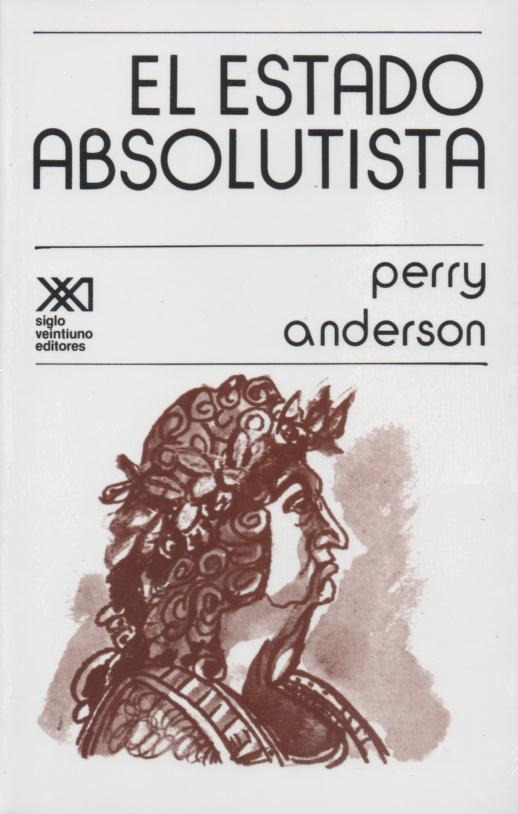
Libro "El estado absolutista" de Perry Anderson.

En el Estado absolutista, el gobernante (monarca), se considera la autoridad máxima, por encima de todas las leyes. La expresión del derecho romano "princeps legibus solutus", de la que deriva ese uso de los términos absoluto y absolutismo, se aplica en el sentido de que el gobernante no está sujeto a la ley y hace que estas se cumplan en su totalidad bajo su mandato, ejerce su gobierno sin límites ni restricción alguna más que consigo mismo. Esta forma de gobierno corresponde a la monarquía absoluta, expresión de la forma de gobierno por la cual los súbditos del Estado eran conscientes de ser sometidos a la autoridad única y soberana de un monarca absoluto.
Perry Anderson en su libro "Lineages of the Absolutist State" (traducido como "El Estado absolutista", de la primera edición en inglés de 1974) explica el desarrollo en los países como Francia, Inglaterra y España, en los que se llegó a concentrar de mayor manera este sistema de gobierno autoritario.
Aunque existen precedentes de Estados con fuerte concentración de poder en todas las formas de monarquía e imperios de la Antigüedad (despotismo hidráulico, Imperio romano, etc.), su definición historiográfica se limita a su aparición en la Europa Occidental de la Edad Moderna como expresión política de la formación social histórica denominada Antiguo Régimen (siglos XV al XVIII). Este periodo termina con la Revolución francesa de finales del siglo XVIII, que terminó con antiguo régimen, con la notable excepción de la autocracia zarista rusa, que llega hasta 1917. Su utilización para designar a otros Estados de épocas posteriores y hasta la actualidad es objeto de habitual controversia.
Antes, en la historia política de Europa medieval, la monarquía había pasado por fases de monarquía feudal y monarquía autoritaria, en las que la autoridad real se fue haciendo cada vez mayor, después de que la disolución del Imperio carolingio disgregara y descentralizara de forma muy acusada el poder político y militar.
Anderson explica el surgimiento de esta forma de gobierno:
La reorganización del sistema político feudal en su totalidad, y la disolución del sistema original de feudos, la propiedad de la tierra tendió a hacerse progresivamente menos "condicional", al tiempo que la soberanía se hacía correlativamente "mas absoluta". El debilitamiento de las concepciones medievales de vasallaje se desarrolló en ambas direcciones: mientras confería a la monarquía unos poderes nuevos y extraordinarios, emancipó las propiedades de la nobleza de sus tradicionales limitaciones.

Luis XIV es el máximo representante del estado absolutista

El Estado absolutista se conforma como: un poder soberano, desvinculado de cualquier autoridad, sin límite (como los que supondría la división de poderes hacia el interior o exterior de otras soberanías, durante la Edad Media se representaban los poderes universales -pontificado e Imperio-); por otra parte esto no significó que fuera exclusivo, es decir, presupone y asume la existencia de otros poderes simultáneos (descentralizados: señorial), asambleas representativas de uno o varios reinos (parlamentos, estados generales, cortes), que pueden tener particularismos e instituciones locales, (los municipios, etc.; pero respecto a los cuales era superior). El derecho divino que daba la iglesia para con el monarca, legitimaba su derecho a gobernar su reino, este factor fue decisivo para el desarrollo de una concentración de poder a manos del monarca, lo que permitió con el tiempo el nacimiento del estado absolutista al ser la máxima figura política del reino.
A Luis XIV se le atribuye la frase «L'état c'est moi» ('El Estado soy yo'), esta es una clara visión del Estado absolutista. Aquí el Estado adopta esta forma de relación dada entre sus tres elementos constitutivos que son: el territorio (o país), la población (o nación) y el poder (o forma de gobierno). El historiador Voltaire relata en su obra "El siglo de Luis XIV" cómo era el gobierno de un monarca absolutista el Rey Sol durante su reinado.
Los fueros y privilegios estamentales, locales, institucionales y personales; estos afectaban a clérigos, universidades, gremios y multitud de otras situaciones privativas, suponen otro límite, también pretende superar mediante la común condición de súbditos, esto supone una relación directa con el rey sin cuerpos intermedios. El absolutismo de la monarquía absoluta nunca se ejerció de forma total (dado el rudimentario desarrollo de los instrumentos para ejercerlo -burocracia, ejército, hacienda-), sino que se consideraba un ideal.
Para Europa el absolutismo comienza con la Edad Moderna. El monarca es el soberano y está por encima de las leyes que el mismo monarca crea (la palabra del rey es ley). La forma de gobierno es el absolutismo. La doctrina económica imperante en el Estado absolutista es el mercantilismo. El desarrollo del gobierno absolutista en el siglo XVIII se denominó como despotismo ilustrado, descrito por otra famosa expresión: todo para el pueblo, pero sin el pueblo, y que suele ser contrapuesta a la definición de la democracia de Abraham Lincoln: "gobierno del pueblo, por el pueblo y para el pueblo".

Decapitación del rey Luis XVI, fin del antiguo régimen en Francia

El inicio del fin del Estado absolutista en Europa Occidental, se llevó a cabo con la Revolución francesa de 1789, este evento no solo rompió con el antiguo régimen, sino que además marcó el fin de la época moderna cuando Luis XVI convocó a los Estados Generales de Francia para resolver la crisis del momento, este fue el inicio del final de la monarquía francesa con la decapitación del rey.
Los estados generales eran el último medio que tenía el pueblo francés para hacer oír su voz y la oportunidad para que personas destacaran en la política como Mirabeau quien fue enviado a los treinta años a los Estados Generales.
Los estados absolutistas han desaparecido casi en su totalidad; sin embargo, existen países que aún se rigen bajo este modelo como Arabia Saudita, Brunéi, Ciudad del Vaticano, Omán, Suazilandia.